# Municipio de Ingram
El municipio de Ingram (en inglés: Ingram Township) es un municipio ubicado en el condado de Randolph en el estado estadounidense de Arkansas. En el año 2010 tenía una población de 225 habitantes y una densidad poblacional de 6,26 personas por km².

## Geografía
El municipio de Ingram se encuentra ubicado en las coordenadas 36°25′26″N 90°59′25″O / 36.42389, -90.99028. Según la Oficina del Censo de los Estados Unidos, el municipio tiene una superficie total de 35.97 km², de la cual 35,9 km² corresponden a tierra firme y (0,17 %) 0,06 km² es agua.

## Demografía
Según el censo de 2010, había 225 personas residiendo en el municipio de Ingram. La densidad de población era de 6,26 hab./km². De los 225 habitantes, el municipio de Ingram estaba compuesto por el 96,44 % blancos, el 1,33 % eran afroamericanos, el 1,78 % eran de otras razas y el 0,44 % eran de una mezcla de razas. Del total de la población el 3,11 % eran hispanos o latinos de cualquier raza.